# Pjoreszo on kude
Pjoreszo on kude (hangul: 별에서 온 그대, RR: Byeoreseo On Geudae), angol címén My Love From the Star, 2013 decemberében bemutatott dél-koreai televíziós sorozat, melyet az SBS csatorna vetített 2013. december 18. és 2014. február 27. között Kim Szuhjon (김수현, Kim Soo-hyun), Cson Dzsihjon (전지현, Jun Ji-hyeon), Pak Hedzsin (박해진, Park Hae-jin) és Ju Inna (유인나, Yoo In-na) főszereplésével. A sorozat a sávjában a legmagasabb, 17%-os nézettséggel debütált. 2014. február 14-én a HB Entertainment bejelentette, hogy a nézők kérésének eleget téve egy epizóddal meghosszabbítják az eredetileg 20 részesre tervezett sorozatot.

## Történet
To Mindzsun (Do Min-Joon) 400 évvel ezelőtt, a Csoszon-korba érkezik egy másik bolygóról, ám az űrjárműve balesetet szenved és így nem tud hazatérni. Nem öregszik, így 400 évet él le fiatal, jóképű férfiként Koreában. A Csoszon-korban megismerkedik egy 15 éves lánnyal, akinek megmenti egyszer az életét, majd sok száz évvel később egy másik 15 éves lányét is, aki kísértetiesen hasonlít a csoszon-kori lányhoz. 12 évvel az incidens után a férfi szomszédságába költözik a nem túl okos, viszont annál hangosabb és önteltebb Cshon Szongi (Cheon Song-yi), Korea ünnepelt színésznője, aki ráadásul Mindzsun (Min-Joon) egyetemi óráira is járni kezd. Ki nem állhatják egymást az első perctől kezdve, azonban egy véletlen folytán a férfi rádöbben, hogy a nő az a kislány, akit 12 évvel korábban megmentett. Ráadásul közeleg az a ritka üstökös, aminek segítségével a férfi három hónappal később visszatérhetne a saját bolygójára.
A sorozatban többször is idéznek Kate DiCamillo The Miraculous Adventures of Edward Tulane című könyvéből.

## Szereplők

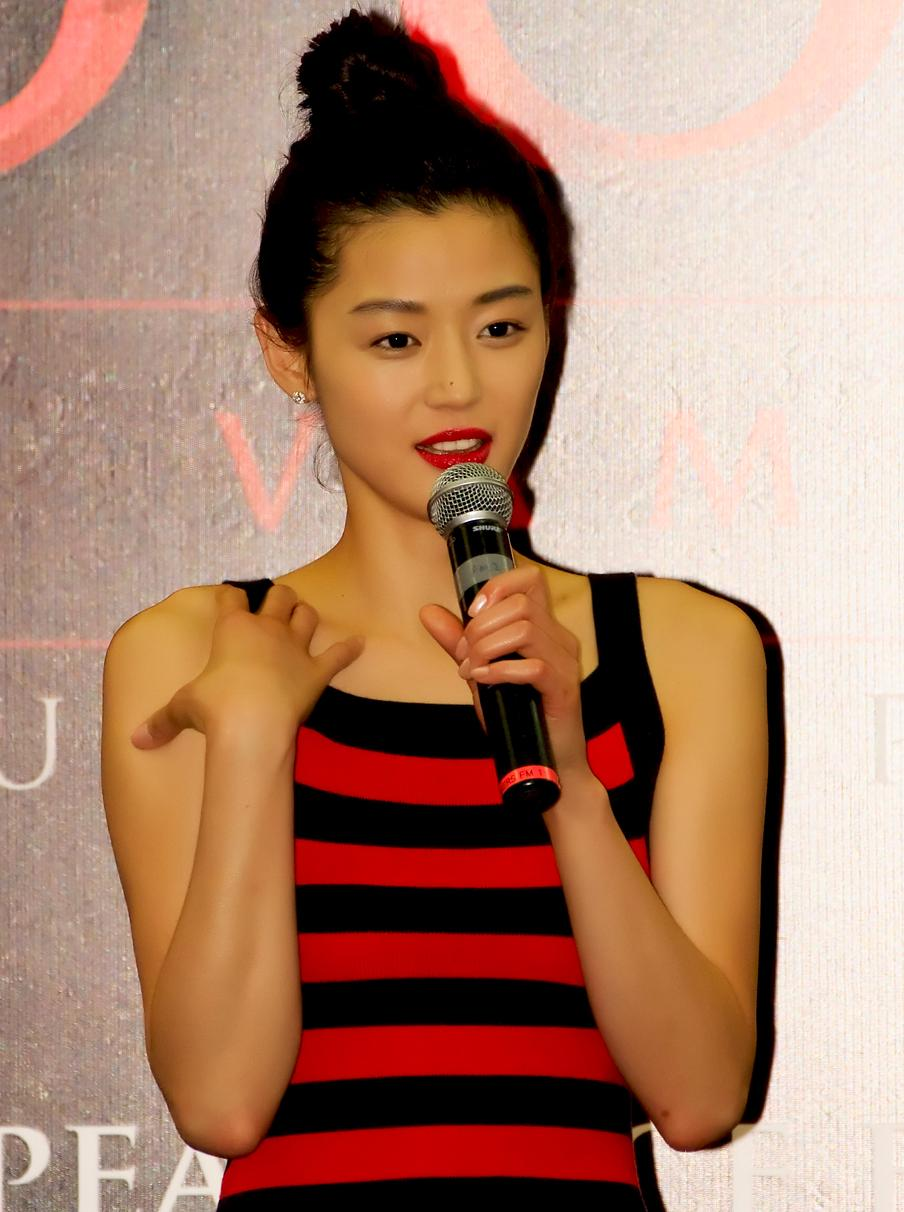
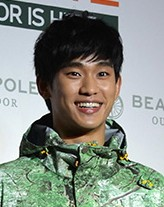
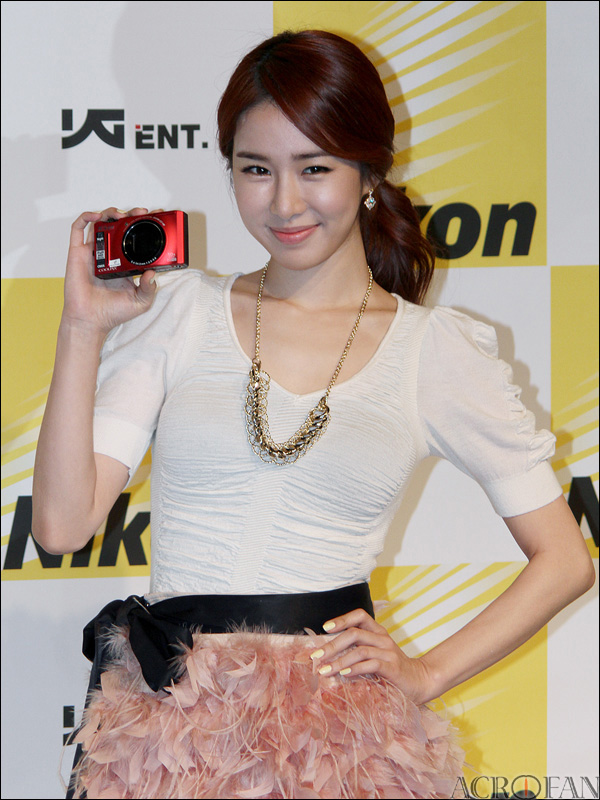

- Kim Szuhjon (김수현, Kim Soo-hyun): To Mindzsun (도민준, Do Min-Joon)
- Cson Dzsihjon (전지현, Jun Ji-hyeon): Cshon Szongi (천송이, Cheon Song-yi)
- Pak Hedzsin (박해진, Park Hae-jin): I Hügjong (이휘경, Lee Hwi-gyeong)
- Ju Inna (유인나, Yoo In-na): Ju Szemi (유세미, Yoo Se-mi)

- Cson Dzsihjon (전지현, Jun Ji-hyeon)
- Kim Szuhjon (김수현, Kim Soo-hyun)
- Ju Inna (유인나, Yoo In-na)

## Forgatás
Mivel a főszereplőnek különleges képességei vannak, például teleportálni tud és megállítja az időt, a speciális effektekhez különleges kamerákat használt a stáb. Az úgy nevezett bullet time effekt eléréséhez 60 apró kamerát állítottak fel. A GoPro kamerát 180 fokos szögben helyezik el, ezzel filmezik különféle szögekből a „megállított” szereplőket. A részletekből rakják össze a jelenet képét, majd digitálisan is javítanak rajta. Ez volt az első alkalom, hogy Dél-Koreában HD-kamerával készítettek televíziós sorozatot. A 21. rész epilógusát a sugárzási idő miatt meg kellett vágni, teljes hosszában 2014. március 4-én az SBS csatorna honlapjára tették fel. Az epilógusban a főszereplők új házban kezdik meg házasságukat, a jeleneteket Cso Hjonggi (조형기, Jo Hyeong-gi) színész Kjonggi (Gyeonggi)ban található otthonában vették fel.

## Fogadtatás
Amellett, hogy a sorozatot Koreában igen magas nézettség mellett vetítették, külföldön is népszerű volt, minden idők legdrágábban eladott koreai sorozata a kínai piacon, ahol az egyik legnépszerűbb online streaming műsor lett, az iqiyi weboldalon például 2013 decemberétől 2014 februárjáig több mint 14,5 milliárd alkalommal tekintették meg.
A sorozat egyéb tekintetben is rekordokat döntött, Kínában a H7N9 madárinfluenza terjedése miatt csökkent a csirkehúsfogyasztás, ennek ellenére a sorozatnak köszönhetően a nagyvárosokban a sült csirkét árusító éttermek jelentős forgalomnövekedést tapasztaltak, köszönhetően annak, hogy a sorozat női főszereplőjének kedvenc étele a cshimek (chimaek) (chicken, azaz csirke és mekcsu (maekju) azaz sör szavakból), vagyis a sült csirke sörrel.
A sorozatot kínai televíziós és filmes szakértők is dicsérték, Jü Cseng (Yu Zheng) forgatókönyvíró szerint a My Love From the Starst érdemes tanulmányozni, a története „egyszerű, de feszültséggel teli.” Pang Bo televíziós varieté-rendező szerint a koreai sorozatban nagy figyelmet fordítottak a legrövidebb jelenetek technikai színvonalára is, amire szerinte egyelőre a kínai sorozatgyártás nem képes. Kínai sztárok, mint például Csao Vej (Zhao Wei) és Kao Jüan-jüan (Gao Yuanyuan) is figyelemmel követték a sorozatot, gyakran posztolva róla a Weibo mikroblog felületén.
A sorozat a divatiparban is rekordot döntött Koreában, a Cson Dzsihjon (Jeon Ji-hyun) által viselt ruhaneműk, kiegészítők és sminktermékek eladásai többszörösükre nőttek a vetítés ideje alatt, az Yves Saint-Laurent franciaországi lerakata is kifogyott például abból a rúzsból, amit a színésznő használ a sorozatban, annyit rendeltek belőle a koreai üzletek. A Shinsagae áruházlánc szerint soha nem látott mértékben megnőtt a forgalmuk a színésznő viselte termékek kereslete miatt.
A My Love From the Star betétdalai is Ázsia-szerte népszerűek lettek, Lyn My Destiny című dala vezette a hongkongi és a tajvani iTunes Store-listákat, de Indonéziában, Malajziában, Thaiföldön és Szingapúrban is jól szerepelt a slágerlistákon.

## Zene
| 1. | My Destiny | Lyn | 3:53 |

| 1. | Like A Star | K.Will | 3:30 |

| 3. | My Love From The Star | Younha | 3:19 |

| 4. | Hello | Hyolyn | 3:35 |

| 5. | I Love You | JUST | 3:55 |

| 1. | Tears Like Today | Ho Gak (Huh Gak) | 3:45 |

| 1. | Every Moment of You | Szong Sigjong (Sung Si-kyung) | 4:00 |

| 1. | In Front of Your House | Kim Szuhjon (Kim Soohyun) | 3:41 |

### Slágerlista-helyezések
| Év   | Cím                    | Legmagasabb helyezés | Legmagasabb helyezés | Letöltés         | Megjegyzés |
| Év   | Cím                    | KOR                  | Hot100 K-Pop         | Letöltés         | Megjegyzés |
| ---- | ---------------------- | -------------------- | -------------------- | ---------------- | ---------- |
| 2013 | My Destiny             | 2                    | 2                    | - KOR: 750 133+  | Part 1     |
| 2014 | Like A Star            | 5                    | 1                    | - KOR : 505 551+ | Part 2     |
| 2014 | My Love From The Star  | 15                   | 9                    | - KOR : 300 273+ | Part 3     |
| 2014 | Hello                  | 1                    | 1                    | - KOR : 594 872+ | Part 4     |
| 2014 | I Love You             | 29                   | 7                    | - KOR : 119 557+ | Part 5     |
| 2014 | Tears Like Today       | 2                    | 2                    | - KOR : 204 459+ | Part 6     |
| 2014 | Every Moment of You    | 2                    | 2                    | - KOR : 429 522+ | Part 7     |
| 2014 | In Front of Your House | 4                    | —                    | - KOR : 172 630+ | Part 8     |

## Nézettségi adatok
A kék számok a legalacsonyabb, a piros számok a legmagasabb nézettséget jelzik.
A 14. részt egy héttel eltolták a koreai újév miatt. Február 7-én 23:20-kor egy különkiadást is leadtak, mely az 1–15 részeket foglalta össze.
| Epizód #    | Vetítés ideje      | Átlagnézettség | Átlagnézettség          | Átlagnézettség | Átlagnézettség          |
| Epizód #    | Vetítés ideje      | TNmS Ratings   | TNmS Ratings            | AGB Nielsen    | AGB Nielsen             |
| Epizód #    | Vetítés ideje      | Országos       | Szöuli Fővárosi Terület | Országos       | Szöuli Fővárosi Terület |
| ----------- | ------------------ | -------------- | ----------------------- | -------------- | ----------------------- |
| 1           | 2013. december 18. | 15,5%          | 19,1%                   | 15,6%          | 17,0%                   |
| 2           | 2013. december 19. | 15,9%          | 18,5%                   | 18,3%          | 20,5%                   |
| 3           | 2013. december 25. | 17,2%          | 20,4%                   | 19,4%          | 21,0%                   |
| 4           | 2013. december 26. | 18,4%          | 20,8%                   | 20,1%          | 22,1%                   |
| 5           | 2014. január 1.    | 21,0%          | 24,8%                   | 22,3%          | 25,3%                   |
| 6           | 2014. január 2.    | 22,8%          | 28,2%                   | 24,6%          | 27,8%                   |
| 7           | 2014. január 8.    | 22,1%          | 27,0%                   | 24,1%          | 26,6%                   |
| 8           | 2014. január 9.    | 22,9%          | 29,1%                   | 24,4%          | 27,4%                   |
| 9           | 2014. január 15.   | 21,8%          | 26,2%                   | 23,1%          | 25,4%                   |
| 10          | 2014. január 16.   | 22,7%          | 28,3%                   | 24,4%          | 27,1%                   |
| 11          | 2014. január 22.   | 23,3%          | 28,1%                   | 24,5%          | 26,8%                   |
| 12          | 2014. január 23.   | 24,6%          | 29,0%                   | 26,4%          | 28,2%                   |
| 13          | 2014. január 29.   | 24,3%          | 27,5%                   | 24,8%          | 26,1%                   |
| 14          | 2014. február 5.   | 25,1%          | 30,7%                   | 25,7%          | 27,8%                   |
| 15          | 2014. február 6.   | 24,5%          | 28,7%                   | 25,9%          | 27,7%                   |
| 16          | 2014. február 12.  | 23,3%          | 28,0%                   | 25,7%          | 28,1%                   |
| 17          | 2014. február 13.  | 25,6%          | 29,8%                   | 27,0%          | 29,5%                   |
| 18          | 2014. február 19.  | 25,9%          | 30,8%                   | 27,4%          | 29,9%                   |
| 19          | 2014. február 20.  | 26,0%          | 29,9%                   | 26,7%          | 29,1%                   |
| 20          | 2014. február 26.  | 24,5%          | 29,3%                   | 26,0%          | 28,0%                   |
| 21          | 2014. február 27.  | 28,1%          | 33,2%                   | 28,1%          | 29,6%                   |
| Összátlag   | Összátlag          | 22,64%         | 27,02%                  | 24,02%         | 26,24%                  |
| Különkiadás | 2014. február 7.   | 8,2%           | 9,4%                    | 10,0%          | 11,5%                   |

## Díjak és elismerések
| Év   | Díj                        | Kategória                    | Díjazott                    | Eredmény |
| ---- | -------------------------- | ---------------------------- | --------------------------- | -------- |
| 2014 | 50th Paeksang Arts Awards  | Nagydíj (televízió)          | Cson Dzsihjon (Jun Ji-hyun) | Elnyerte |
| 2014 | 50th Paeksang Arts Awards  | Legjobb televíziós sorozat   | My Love from the Star       | Jelölve  |
| 2014 | 50th Paeksang Arts Awards  | Legjobb rendező              | Csang Theju (Jang Tae-yoo)  | Jelölve  |
| 2014 | 50th Paeksang Arts Awards  | Legjobb színész              | Kim Szuhjon (Kim Soo-hyun)  | Jelölve  |
| 2014 | 50th Paeksang Arts Awards  | Legjobb színésznő            | Cson Dzsihjon (Jun Ji-hyun) | Jelölve  |
| 2014 | 50th Paeksang Arts Awards  | Legjobb forgatókönyv         | Pak Csiun (Park Ji-eun)     | Jelölve  |
| 2014 | 50th Paeksang Arts Awards  | Legnépszerűbb színész        | Kim Szuhjon (Kim Soo-hyun)  | Elnyerte |
| 2014 | 50th Paeksang Arts Awards  | Legnépszerűbb színész        | Pak Hedzsin (Park Hae-jin)  | Jelölve  |
| 2014 | 50th Paeksang Arts Awards  | Legnépszerűbb színésznő      | Cson Dzsihjon (Jun Ji-hyun) | Jelölve  |
| 2014 | 50th Paeksang Arts Awards  | Legjobb betétdal             | My Destiny, Lyn             | Elnyerte |
| 2014 | 2014 Korea Drama Awards    |                              |                             |          |
| 2014 | Nagydíj                    | Kim Szuhjon (Kim Soo-hyun)   | Elnyerte                    |          |
| 2014 | Legjobb televíziós sorozat | My Love from the Star        | Elnyerte                    |          |
| 2014 | Legjobb új férfi színész   | An Dzsehjon (Ahn Jae-hyun)   | Elnyerte                    |          |
| 2014 | Hallyu Hot Star            | Kim Szuhjon (Kim Soo-hyun)   | Elnyerte                    |          |
| 2014 | Hot Star                   | Sin Szongnok (Shin Sung-Rok) | Elnyerte                    |          |